# متحف التراث التقليدي بكسرى
متحف التراث التقليدي بكسرى هو متحف إثنوغرافي تونسي يقع في مدينة كسرى.

## المتحف
ينتصب مبنى المتحف حذو آثار الحصن البيزنطي الذي يمثل مرحلة من مراحل تاريخ كسرى الذي يعود إلى العهود البونية. تبلغ مساحته حوالي 570 مترا مربعاً، ويتكون من طابقين ويضم شواهد لعلاقة الإنسان بمحيطه وبالأدوات والوسائل المستعملة في حياته اليومية وفي حله وترحاله وأفراحه وأتراحه، وقد بلغت تكلفة إنجازه 350 ألف دينار تونسي. وقع افتتاحه بمناسبة شهر التراث سنة 2001. 

يحتوي المتحف على نحو مئتي قطعة آثرية تعود للعهد الروماني وأواني طينية وخزفية لخزن الأغذية والسوائل التي كانت تستعمل قديما في المطبخ التقليدي وأدوات الغزل والنسيج ونماذج من المنتجات الصوفية واللباس التقليدي الخاص بمناسبات الزواج وأدوات التجميل وبعض الحلي، كما يضم المتحف حاجيات الرضيع ولباس الأطفال ولوازم الختان وطقوس دفن الميت.

## روابط خارجية
- متحف العادات والتقاليد بكسرى على موقع المعهد الوطني للتراث.